# Fibreuze dysplasie
Fibreuze dysplasie is een stoornis in het bot die wordt gekenmerkt door de afwezigheid van gezond botweefsel. Hiervoor in de plaats vindt men bindweefsel, meestal op de plek waar men beenmerg verwacht. De ziekte is goedaardig, de afwijking blijft lokaal, zaait dus niet uit. Hij kan op één enkele plek (monostotisch) of op meerdere plekken (polystotisch) in het skelet aanwezig zijn. Er zijn twee syndromen bekend waar fibreuze dysplasie een van de symptomen is. Dit zijn het McCune Albrightsyndroom en het Mazabraud syndroom.
Meestal wordt de ziekte ontdekt als men tussen de 10 en 30 jaar oud is. Het bindweefsel zorgt ervoor dat het bot zwakker is. Het kan dan spontaan breken, er is geen andere aanwijsbare oorzaak waarom het bot gebroken is. Andere symptomen kunnen zijn pijn en vervorming van het bot.

## Oorzaak
De precieze oorzaak van fibreuze dysplasie is niet bekend. Het is een aangeboren ziekte, maar hij is niet erfelijk. Het ontstaat tijdens de zwangerschap door een genetische afwijking (mutatie) in de cellen. Bij alle vormen van fibreuze dysplasie, behalve McCune Albright, zit de mutatie enkel in de cellen die bot aanmaken. Bij McCune Albright kan de mutatie ook zitten in huidcellen en in cellen die hormonen moeten aanmaken.

## Diagnose
Om de diagnose fibreuze dysplasie te stellen kan gebruikgemaakt worden van de volgende onderzoeken:
BloedonderzoekEen verstoring in de aanmaak en/of afbraak van botweefsel kan in het bloed worden aangetoond
UrineonderzoekEen storing in de aanmaak en/of afbraak van botweefsel kan leiden tot een overmatige calciumuitscheiding. Dit kan in de urine worden aangetoond. Men dient 24 uur urine te verzamelen om hier een goed beeld van te kunnen krijgen.
SkeletscintigrafieEen botscan van het gehele skelet, waarbij gebruik gemaakt wordt van een kleine hoeveelheid ongevaarlijke radioactieve stof om te zien waar het skelet is aangetast.  Na het onderzoek plast u de radioactieve stof vanzelf weer uit.
Radiologisch onderzoekBij de diagnose wordt de röntgenfoto gebruikt om de locatie van de afwijking te bepalen en een nulmeting te verrichten. Er wordt vastgesteld hoe groot de afwijking is en in hoeverre het bot verzwakt is. Tevens wordt er gekeken in hoeverre aangrenzende gewrichten slijtage vertonen. Soms wordt naast een röntgenfoto ook een CT-scan en/of MRI-scan gemaakt.
BotbioptieSoms is het nodig om een biopt (klein stukje weefsel) van de afwijking te nemen om vast te stellen dat het echt fibreuze dysplasie is. Dit kan poliklinisch onder lokale verdoving, maar soms is het nodig dat dit door middel van een operatie gebeurt. Als het biopt is genomen, wordt microscopisch gekeken naar het weefsel om vast te stellen wat voor weefsel het is.

## Behandeling
De ziekte is niet te genezen. Meestal werken orthopeden samen met andere disciplines, zoals een endocrinoloog en een radioloog om zo de beste behandeling mogelijk te maken. Waar men voorheen meteen chirurgisch behandelde is de behandeling tegenwoordig vooral gericht op monitoren van de conditie van het bot, het verlichten van pijnklachten en het verstevigen van het botweefsel zodat een operatieve ingreep zo lang mogelijk uitgesteld kan worden. Het monitoren wordt gedaan door het maken van periodieke röntgenfoto's en het doen van bloed- en urineonderzoek. Verlichten van pijnklachten en het verstevigen van het nog aanwezige gezonde botweefsel wordt gedaan door medicatie, dit wordt door de endocrinoloog voorgeschreven. Indien men operatief dient in te grijpen omdat het bot te verzwakt is of men te veel pijn heeft, dan kan het zijn dat het aangetaste weefsel verwijderd wordt en vervangen (bottransplantatie) of dat het bot verstevigd wordt door een implantaat.

### Nederland
Daar de ziekte niet veel voorkomt zijn er maar een paar orthopedische afdelingen in Nederland hiervoor gespecialiseerd en zal men daarheen verwezen worden.